# Поузи, Бастер
Джеральд Демпси «Бастер» Поузи (англ. Gerald Dempsey «Buster» Posey; 27 марта 1987, Лисберг, Джорджия) — американский бейсболист, выступал на позиции кэтчера. Всю профессиональную карьеру, с 2009 по 2021 год, провёл в составе клуба «Сан-Франциско Джайентс». Трёхкратный победитель Мировой серии. Семь раз принимал участие в Матче всех звёзд лиги. Пять раз становился обладателем награды Сильвер Слаггер лучшему отбивающему на позиции кэтчера, в 2016 году получил награду Золотая перчатка лучшему кэтчеру оборонительного плана. Самый ценный игрок Национальной лиги и обладатель награды Хэнка Аарона по итогам сезона 2012 года.

## Карьера
Бастер был выбран в 50-м раунде драфта 2005 года клубом «Лос-Анджелес Энджелс», но с ним не был подписан контракт, и он поступил в колледж. Играя за него, Бастер имел отличные результаты и завоевал такие награды как Дик Хаузер Трофи и Голден Спайкс Эворд. После чего он снова попал на драфт и был выбран пятым в первом раунде драфта 2008 года «Сан-Франциско Джайентс».
С ним был подписан контракт и он отправился играть в команду ранга-А системы «Джайентс», откуда в июле 2009 года переведён в команду ранга-ААА. 2 сентября вызван в МЛБ вместо получившего травму Бенджи Молины. 11 сентября 2009 года дебютировал в МЛБ, выйдя пинч-хиттером и получив страйкаут. 19 сентября сделал свой первый хит в поединке против «Лос-Анджелес Доджерс».
После весеннего тренировочного лагеря 2010 года, был отправлен в майнор-лигу, откуда был вызван 29 мая и вышел играть на первой базе против «Дибэкс». 9 июня 2010 года выбил свой первый хоум-ран с подачи Аарона Хэронга в поединке против «Редс». После обмена Бенджи Молины в «Техас», Бастер стал основным кэтчером команды.
7 июля 2010 года Бастер выбил свой первый грэнд-слэм в игре против «Милуоки». Всего в той игре он сделал 2 хоумера, 4 хита и 6 RBI. Бастер стал игроком недели в НЛ с 5 по 11 июля. Также он стал игроком месяца в НЛ и новичком месяца в НЛ в июле.
В том году он помог «Гигантам» выиграть Мировую Серию у «Техаса». В четвёртой игре он выбил свой первый хоум-ран в постсезоне с подачи Даррена О’Дэя. Стал всего лишь пятым кэтчером-новичком, который выиграл Мировую Серию.
15 ноября был назван Дебютантом Года в НЛ, обогнав Джейсона Хейворда. Стал шестым игроком «Джайентс», выигрывавшим этот приз. Стал пятым кэтчером, также завоёвывавшим это.
25 мая 2011 года в поединке против «Флориды Марлинс» получил травму в столкновении с Скоттом Кузинсом, мешая тому попасть в дом, из-за чего пропустил полный сезон.
В 2012 году Бастер вернулся и выстрелил, став лидером по проценту отбивания (0,336), выбив 24 хоум-рана и сделав 103 RBI. Считается одним из претендентов на MVP сезона в НЛ.
В пятой, решающей игре Серии Дивизионов Национальной Лиги против «Редс» выбил грэнд-слэм с подачи Мэта Латоса, что помогло «Гигантам» пройти дальше.

## Семья
Младший из четырёх детей. Есть сестра Саманта, профессиональный игрок в софтбол.
Женат. Супруга Кристен, свадьба состоялась в январе 2009 года. 14 августа 2011 года у них родились близнецы, сын и дочь, Ли Дэмпси и Эддисон Линн Поузи.